# Ленчиця (Нижньосілезьке воєводство)
Ленчиця (пол. Łęczyca) — село в Польщі, у гміні Ємельно Ґуровського повіту Нижньосілезького воєводства.
Населення — 137 осіб (2011).
У 1975-1998 роках село належало до Лешненського воєводства.

## Демографія
Демографічна структура станом на 31 березня 2011 року:
|          | Загалом | Допрацездатний вік | Працездатний вік | Постпрацездатний вік |
| -------- | ------- | ------------------ | ---------------- | -------------------- |
| Чоловіки | 66      | 18                 | 46               | 2                    |
| Жінки    | 71      | 13                 | 47               | 11                   |
| Разом    | 137     | 31                 | 93               | 13                   |